# شهرستان هندرسون (تنسی)
شهرستان هندرسون، تنسی (به انگلیسی: Henderson County, Tennessee) یک سکونتگاه مسکونی در ایالات متحده آمریکا است که در تنسی واقع شده‌است.

## خصوصیات
شهرستان هندرسون ۱٬۳۶۲ کیلومترمربع مساحت دارد.